# Groveport
Groveport es una villa ubicada en el condado de Franklin en el estado estadounidense de Ohio. En el Censo de 2010 tenía una población de 5363 habitantes y una densidad poblacional de 235,65 personas por km².

## Geografía
Groveport se encuentra ubicada en las coordenadas 39°51′26″N 82°53′25″O / 39.85722, -82.89028. Según la Oficina del Censo de los Estados Unidos, Groveport tiene una superficie total de 22.76 km², de la cual 22.17 km² corresponden a tierra firme y (2.58%) 0.59 km² es agua.

## Demografía
Según el censo de 2010, había 5363 personas residiendo en Groveport. La densidad de población era de 235,65 hab./km². De los 5363 habitantes, Groveport estaba compuesto por el 82.06% blancos, el 12.47% eran afroamericanos, el 0.28% eran amerindios, el 1.9% eran asiáticos, el 0% eran isleños del Pacífico, el 1.03% eran de otras razas y el 2.26% pertenecían a dos o más razas. Del total de la población el 2.24% eran hispanos o latinos de cualquier raza.